# Diecezja sejneńska

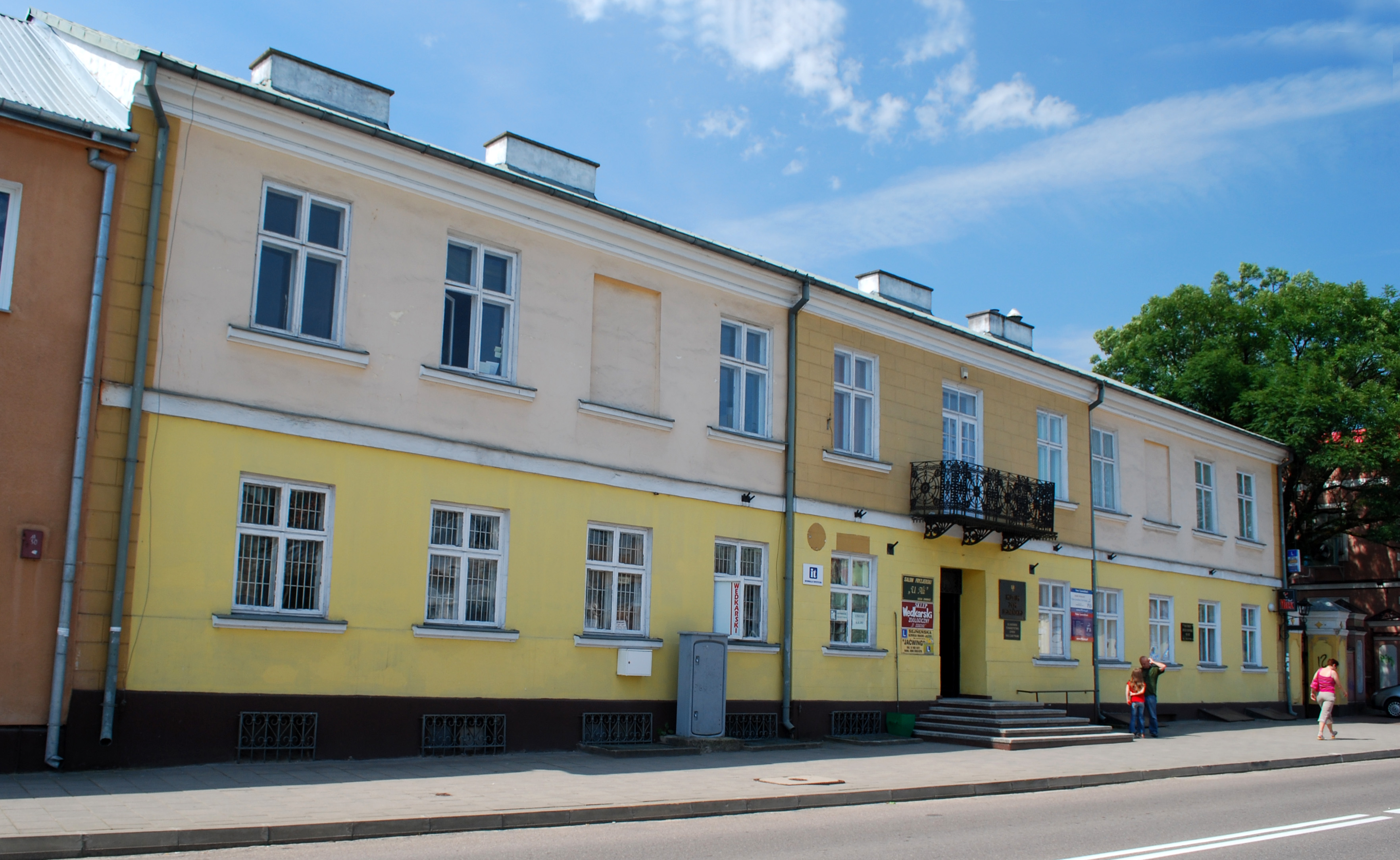
Dawny pałac biskupi (obecnie Muzeum Ziemi Sejneńskiej)

Diecezja sejneńska, także diecezja augustowska, diecezja suwalska – diecezja Kościoła rzymskokatolickiego z siedzibą biskupów w Sejnach, która istniała w latach 1818–1925. W 1925 roku została zniesiona i podzielona na diecezję łomżyńską oraz wyłkowyską.
W 2009 roku ustanowiono Sejny jako biskupstwo tytularne. Tytuł pierwszego biskupa sejneńskiego otrzymał arcybiskup Jan Pawłowski, nuncjusz apostolski w Kongo i Gabonie.

## Historia
Diecezja powstała w związku z reorganizacją terytorialną Kościoła katolickiego po utworzeniu Królestwa Polskiego. Papież Pius VII bullą z 30 kwietnia 1818 roku zniósł diecezję wigierską, tworząc na jej miejsce nową diecezję. Stolicą biskupią zostało ustanowione miasteczko Sejny, a katedrą – kościół Nawiedzenia Najświętszej Maryi Panny.
W 1821 roku kolejna bulla przeniosła stolicę biskupią do Suwałk, podnosząc jednocześnie kościół św. Aleksandra w tym mieście do godności katedry. Diecezja otrzymała nazwę „augustowska, czyli suwalska”. Decyzja ta poprzedzona była staraniami rządu Królestwa Polskiego w Stolicy Apostolskiej, ale nie odpowiadała woli biskupa ordynariusza. Z pomocą metropolity arcybiskupa warszawskiego bulla papieska nie została ogłoszona, wobec czego stolica diecezji pozostała w Sejnach.
Diecezję włączono do metropolii warszawskiej. Terytorialnie objęła ona obszar ówczesnego województwa augustowskiego. W 1818 do diecezji należało 119 parafii i 1 filia, podzielonych na 11 dekanatów. 8 dekanatów należało wcześniej do zlikwidowanej diecezji wigierskiej, a 3 (Łomża, Wąsosz i Wizna) przyłączono z diecezji płockiej. Do 1875 do diecezji należało też 8 parafii greckokatolickich. W jej północnej części mieszkała ludność litewska. Po powstaniu styczniowym rząd rosyjski zmierzał do likwidacji diecezji. Ówczesny biskup Konstanty Ireneusz Łubieński został deportowany w 1869 do Rosji, gdzie zmarł. Plany te nie zostały zrealizowane, tym niemniej utrudnienia ze strony władz zaborczych powodowały, że sieć parafii wzrastała bardzo powoli, a sprzeciwy wobec nominacji biskupich sprawiły, że przez długie okresy diecezją zarządzali wikariusze kapitulni. Rzadko, tylko cztery razy, obsadzane było stanowisko sufragana.
W momencie utworzenia diecezja liczyła 361 tysięcy wiernych, których obsługiwało 230 kapłanów diecezjalnych. Do 1860 utworzono tylko 13 nowych filii i parafii. Wiernych było wówczas 465 tysięcy. Do 1914 utworzono 14 następnych parafii. Liczba wiernych wzrosła do 694 tysięcy. Księży diecezjalnych było wówczas 368. Kapituła katedralna miała cztery godności: dziekan, archidiakon, kustosz, scholastyk oraz osiem kanonii gremialnych i osiem honorowych. Uposażenie kapituły wynosiło 20 000 złp. Po 1866 liczbę kanonii gremialnych zmniejszono do sześciu, w 1918 roku przywrócono osiem. Seminarium duchowne znajdowało się początkowo w Tykocinie u księży misjonarzy. W 1826 utworzono drugie seminarium w Sejnach, z którym w 1853 połączono seminarium tykocińskie.
Na terenie diecezji swoje klasztory posiadali: kapucyni w Łomży, bernardyni w Tykocinie, misjonarze w Tykocinie, franciszkanie konwentualni w Stawiskach, marianie w Mirosławiu i Mariampolu, karmelici w Wąsoszy, reformaci w Smolanach i benedyktynki w Łomży. Po kasatach dokonywanych po 1864 utrzymali się łomżyńscy kapucyni, jeden klasztor marianów (Mariampol) i benedyktynki w Łomży. Powstały 3 domy szarytek.
W 1918 teren diecezji znalazł się w Polsce i na Litwie. Po podpisaniu układu polsko-litewskiego w Suwałkach (1921) biskup Antoni Karaś zarządzał litewską częścią diecezji, rezydując w Wyłkowyszkach. Polską częścią zarządzał biskup sufragan Romuald Jałbrzykowski. Swą siedzibę umiejscowił w Łomży. W latach 1918–1925 utworzono w obu częściach diecezji 30 nowych parafii. W 1925 diecezja została zlikwidowana (28 października), a jej polska część – włączona do nowo powstałej diecezji łomżyńskiej, której pierwszym ordynariuszem został dotychczasowy sufragan sejneński. W 1926 roku papież Pius XI utworzył w Wyłkowyszkach diecezję, do której weszły również tereny litewskie byłej diecezji sejneńskiej. W momencie likwidacji polska część diecezji obejmowała 104 parafie w 12 dekanatach, liczyła 369 tysięcy wiernych, którym służyło 169 kapłanów diecezjalnych. Była katedra sejneńska otrzymała status kolegiaty.
W roku 2009 papież Benedykt XVI zaliczył dawną stolicę biskupią w Sejnach do stolic tytularnych. Oznacza to, że przydzielana jest biskupom, niebędącym ordynariuszami.

## Biskupi

### Biskupi diecezjalni
- Jan Klemens Gołaszewski (30 czerwca 1818 – 8 marca 1820) – do 1818 biskup wigierski
- Ignacy Stanisław Czyżewski (29 maja 1820 – 11 grudnia 1823) – w latach 1819–1820 koadiutor
- Mikołaj Jan Manugiewicz (19 grudnia 1825 – 25 czerwca 1834)
- Paweł Straszyński (21 listopada 1836 – 21 lipca 1847)
- Konstanty Ireneusz Łubieński (21 maja 1862 – 16 czerwca 1869)
- Piotr Paweł Wierzbowski (25 sierpnia 1872 – 1 lipca 1893)
- Antanas Baranauskas (2 sierpnia 1897 – 26 listopada 1902)
- Józef Antonowicz (administrator 1902-1910)[2]
- Antanas Karosas (7 kwietnia 1910 – 28 października 1925) – od 1926 biskup wyłkowyski

### Biskupi pomocniczy
- Polikarp Augustyn Marciejewski (1819–1827)
- Stanisław Choromański (1829–1836)
- Józef Hollak (1883–1890)
- Romuald Jałbrzykowski (1918–1925)